# Aleurovitreus risor
Aleurovitreus risor là một loài côn trùng cánh nửa trong họ Aleyrodidae, phân họ Aleyrodinae.
Aleurovitreus risor được Martin miêu tả khoa học đầu tiên năm 2005.